# Makoto Yuki
Makoto Yuki (優希 まこと Yūki Makoto?, nascută 7 iulie 1990) este o actriță, tarento, gravure model și un AV idol.
Makoto Yuki a fost nascută pe 7 iulie 1990 în Prefectura Gunma , Japonia. Ea a început cariera ca actor copil, apoi a lucrat ca race queen (cu numele de scene Ciell), a fost un gravure model (cu nume Okada Masaki) și a aparut în mai multe emisiuni de televiziune. Ea a făcut debut ca o actriță pentru filme porno în septembrie 2010, apare simultan în clipuri pentru Moodyz și Alice Japan.